# Машони (Л'Аквила)
Машони (итал. Mascioni) је насеље у Италији у округу Л'Аквила, региону Абруцо.
Према процени из 2011. у насељу је живело 234 становника. Насеље се налази на надморској висини од 1367 м.